# Túc Châu, Tửu Tuyền
Túc Châu (tiếng Trung: 肃州, bính âm: Suzhou) là một quận thuộc địa cấp thị Tửu Tuyền tỉnh Cam Túc, Cộng hòa Nhân dân Trung Hoa. Nó là một trong số 17 quận thuộc tỉnh Cam Túc.
Túc Châu cũng là nơi đặt trụ sở hành chính của địa cấp thị Tửu Tuyền.

## Phân chia hành chính
Túc Châu chia ra thành 6 nhai đạo, 7 trấn, 8 hương:
- Nhai đạo: Đông Bắc, Đông Nam, Tây Nam, Tây Bắc, Tân Thành, Công nghiệp viên khu.
- Trấn: Tam Đôn, Tây Động, Tổng Trại, Thượng Bá, Kim Phật Tự, Thanh Thủy, Ngân Đạt.
- Hương: Phong Nhạc, Quả Viên, Tây Phong, Tuyền Hồ, Hoàng Nê Bảo, Hạ Hà Thanh, Đông Động, Hóa Tiêm.